# Étienne Leroux (pseudonyme)
Pour les articles homonymes, voir Leroux et Étienne Leroux (homonymie).
Stephanus Petrus Daniël le Roux dont le pseudonyme fut Étienne Leroux (1922-1989) était un écrivain d'Afrique du Sud, issu de la communauté afrikaner. 
Son œuvre, jalonnée de références à Céline, Jean-Paul Sartre et à la littérature française des années soixante, traite de l’angoisse de l’homme du XXe siècle à la recherche de mythes nouveaux. 

## Biographie
Fils de Stephanus Petrus le Roux, Stephanus Petrus Daniël le Roux est né le 13 juin 1922 à Oudtshoorn, province du Cap. Son père fut plus tard ministre de l'Agriculture d'Afrique du Sud. 
Stephanus Petrus Daniël le Roux fut étudiant en droit à l’université de Stellenbosch avant d'entamer brièvement une carrière de juriste à Bloemfontein. 
En 1946, il quitte le droit et devient éleveur de mouton à Koffiefontein avant de se retirer dans la ferme familiale de Wamakersfontein dans l'État libre d'Orange. 
Dans les années 1950, il voyage en Europe et, à Paris, rencontre André Brink.
En 1977, Leroux démissionne de l’Académie, en compagnie d’autres écrivains du mouvement littéraire des Sestigers, comme Elsa Joubert et Anna Louw, pour protester contre le refus d’élire des écrivains de couleur. 
Il est l'auteur de onze romans en afrikaans, dont plusieurs traduits en anglais, et l'un des représentants du mouvement littéraire afrikaan des Sestigers.
Il décède le 30 décembre 1989 à Bloemfontein.

## Œuvre littéraire
- Die Eerste Lewe van Colet (1955),
- To a Dubious Salvation (trilogie, 1972) 
  - Sewe dae by die Silbersteins (1964 - 7 jours chez les Silbersfontein)
  - One for the Devil (1964/1968)
  - The Third Eye (1966/1969)
- Isis, Isis, Isis, 1969/1979
- Magersfontein, O Magersfontein, 1976/1983
- Onse Hymie (1982).

## Distinctions
- 1976 : Central News Agency Literary Award (plus important prix littéraire sud-africain)